# Детройт (Техас)
Детройт (англ. Detroit) — місто (англ. town) в США, в окрузі Ред-Ривер штату Техас. Населення — 704 особи (2020).

## Географія
Детройт розташований за координатами 33°39′37″ пн. ш. 95°15′59″ зх. д. / 33.66028° пн. ш. 95.26639° зх. д. (33.660195, -95.266454).  За даними Бюро перепису населення США в 2010 році місто мало площу 4,09 км², уся площа — суходіл.

## Демографія
Згідно з переписом 2010 року, у місті мешкали 732 особи в 305 домогосподарствах у складі 193 родин. Густота населення становила 179 осіб/км².  Було 358 помешкань (88/км²).
Расовий склад населення:
| - 83,9 % — білих - 11,6 % — чорних або афроамериканців - 1,8 % — корінних американців |

До двох чи більше рас належало 2,7 %. Частка іспаномовних становила 2,0 % від усіх жителів.
За віковим діапазоном населення розподілялося таким чином: 28,1 % — особи молодші 18 років, 56,6 % — особи у віці 18—64 років, 15,3 % — особи у віці 65 років та старші. Медіана віку мешканця становила 35,8 року. На 100 осіб жіночої статі у місті припадало 94,2 чоловіків;  на 100 жінок у віці від 18 років та старших — 84,6 чоловіків також старших 18 років.
Середній дохід на одне домашнє господарство  становив 37 291 долар США (медіана — 24 271), а середній дохід на одну сім'ю — 49 170 доларів (медіана — 44 583). Медіана доходів становила 30 313 долари для чоловіків та 25 313 долари для жінок. За межею бідності перебувало 25,9 % осіб, у тому числі 45,6 % дітей у віці до 18 років та 3,8 % осіб у віці 65 років та старших.
Цивільне працевлаштоване населення становило 314 осіб. Основні галузі зайнятості: освіта, охорона здоров'я та соціальна допомога — 27,4 %, будівництво — 15,9 %, роздрібна торгівля — 15,3 %.